# Dysschema lunifera
Dysschema lunifera är en fjärilsart som beskrevs av Butler 1871. Dysschema lunifera ingår i släktet Dysschema och familjen björnspinnare. Inga underarter finns listade i Catalogue of Life.